# Łęczyca (gmina)
Pour les articles homonymes, voir Łęczyca (homonymie).
Łęczyca est une gmina (commune) rurale (gmina wiejska) du powiat de Łęczyca, dans la Łódź, dans le centre de la Pologne.
Son siège administratif (chef-lieu) est la ville de Łęczyca, bien qu'elle ne fasse pas partie du territoire de la gmina.
La gmina couvre une superficie de 150,8 km2 pour une population de 8 549 habitants en 2006.

## Histoire
De 1975 à 1998, la gmina est attachée administrativement à la voïvodie de Płock.

Depuis 1999, elle fait partie de la voïvodie de Łódź.

## Géographie
La gmina inclut les villages et localités de :
- Błonie
- Borek
- Borki
- Borów
- Bronno
- Chrząstówek
- Dąbie
- Dobrogosty
- Dzierzbiętów Duży
- Dzierzbiętów Mały
- Garbalin
- Gawrony
- Janków
- Karkosy
- Kozuby
- Krzepocin Drugi
- Krzepocin Pierwszy
- Łęka
- Łęka-Kolonia
- Leszcze
- Leźnica Mała
- Liszki
- Lubień
- Mikołajew
- Mniszki
- Piekacie
- Pilichy
- Prądzew
- Prusinowice
- Pruszki
- Siedlec
- Siedlec-Kolonia
- Siemszyce
- Szarowizna
- Topola Katowa
- Topola Królewska
- Topola Szlachecka
- Wąkczew, Wichrów
- Wilczkowice Dolne
- Wilczkowice Górne
- Wilczkowice nad Szosą
- Wilczkowice Średnie
- Zawada
- Zawada Górna
- Zduny

### Gminy voisines
La gmina de Łęczyca est voisine :
- de la ville de :
  - Łęczyca
- et des gminy de :
  - Daszyna
  - Góra Świętej Małgorzaty
  - Grabów
  - Ozorków
  - Parzęczew
  - Świnice Warckie
  - Wartkowice
  - Witonia

## Structure du terrain
D'après les données de 2014, la superficie de la commune de Łęczyca est de 150,8 kilomètres carrés, répartis comme telle :
- terres agricoles : 85 %
- forêts : 6 %

La commune représente 19,48 % de la superficie du powiat.

## Démographie
Données du 30 juin 2014 :
| Description        | Total  | Total | Femmes | Femmes | Hommes | Hommes |
| ------------------ | ------ | ----- | ------ | ------ | ------ | ------ |
| Unité              | Nombre | %     | Nombre | %      | Nombre | %      |
| Population         | 8 514  | 100   | 4 268  | 50,7   | 4 246  | 49,3   |
| Densité (hab./km²) | 57     | 57    | 29     | 29     | 28     | 28     |